# Darwin (ESA)
Darwin è stata una proposta di missione spaziale dell'Agenzia Spaziale Europea. L'obiettivo della missione era la ricerca di pianeti simili alla Terra orbitanti in stelle vicine e l'individuazione di eventuali segni di vita. Lo sviluppo della missione Darwin è terminato nel 2007 prima del suo completamento e senza ulteriori studi programmati.

## Storia
Il progetto prevedeva la realizzazione di 6 telescopi spaziali di 1,5 m di diametro disposti in formazione. In aggiunta erano previsti due elementi addizionali, uno combinante le luci provenienti dai sei telescopi ed un altro che provvedeva a comunicare con la Terra. Sebbene lo strumento sia stato progettato per la ricerca di pianeti extrasolari, lo strumento poteva avere un utilizzo più generale, essendo in grado di generare immagini con una risoluzione molto alta (dell'ordine del milliarcosecondo nell'infrarosso), studiando nel dettaglio molti fenomeni astrofisici.
La ricerca dei pianeti sarebbe avvenuta in configurazione interferometrica. In questa modalità la fase della luce proveniente dai telescopi viene alterata in modo che quando le varie luci si incontrano nell'elemento centrale siano soggette ad interferenza distruttiva, cancellandosi a vicenda. La luce proveniente dal pianeta non viene invece cancellata, dato che il pianeta si trova in una posizione leggermente sfasata rispetto alla stella. Questo permette di discriminare la debole luce dei pianeti nonostante la preponderante luce proveniente dalla stella centrale.
In base ad uno studio del 2002, l'individuazione di un pianeta simile alla Terra con Darwin avrebbe richiesto 10 ore di osservazioni distribuite su parecchi mesi. Una volta individuato un pianeta sarebbero stati effettuati molti studi sul suo spettro per determinarne l'atmosfera risalendo in seguito alla composizione chimica dell'atmosfera e ad eventuali tracce che evidenzino una possibile forma di vita (biosegnature).
Il progetto Darwin, concettualmente e per obiettivi era molto simile alla missione Terrestrial Planet Finder della NASA. A causa dei costi elevati e della complessità tecnologica, anche questa missione è stata prima ritardata  ed in seguito cancellata nel 2011.